# 马特·戈特雷尔
马特·戈特雷尔（英語：Matt Gotrel，1989年3月1日—），英国男子赛艇运动员。他曾代表英国参加2016年夏季奥林匹克运动会赛艇比赛，获得男子八人单桨有舵手金牌。